# Nissan Patrol
Der Nissan Patrol ist ein geländegängiges Fahrzeug, das seit 1951 vom japanischen Hersteller Nissan produziert wird. Den Namen Patrol trägt es jedoch erst seit 1960. Ab 1980 wurde er dann auf dem Heimatmarkt als Nissan Safari vermarktet.
Bis in die 1980er-Jahre hinein wurde der Patrol ausschließlich mit Blattfedern produziert, bis 1988 der Y60 erschien, der erstmals mit Schraubenfedern ausgerüstet war. Fast alle Generationen, die noch als klassischer Geländewagen ausgelegt waren, gab es mit unterschiedlich langen Radständen zu kaufen.
Bis zum Modellwechsel im Jahr 2010 wurde er traditionell als klassischer Geländewagen mit Leiterrahmen, Starrachsen und zuschaltbarem Allradantrieb hergestellt. Mit dem Modellwechsel zum Y62 erfolgte eine Neuauslegung der Baureihe und eine Änderung der Fahrzeuggattung hin zum SUV, was sich durch die Einführung moderner Bauweisen mit selbsttragender Karosserie und Einzelradaufhängung bemerkbar macht. Die Y62-Generation wird auch als Infiniti QX80 produziert und in der Türkei als Nissan Safari Royale vermarktet. Die Generation Y61 hingegen war auf dem iranischen Markt unter dem Namen Nissan Seranza bekannt.
Ab 1960 wurde der Patrol zunächst in Australien, später in Neuseeland verkauft. Für Deutschland begann die Geschichte des Patrol im Jahr 1980 mit dem Typ 160 als Datsun Patrol und endete 2009 mit dem Modell Y61. In Ozeanien und Südafrika wird der Patrol auch als Pick-up wahlweise mit Blatt- oder Schraubenfedern angeboten.

## 4W60/61/65/66 (1951–1960)
Die erste Generation 4W60 entstand durch eine Ausschreibung der japanischen Regierung im Jahr 1950, die aufgrund der durch den Zweiten Weltkrieg zerstörten Infrastruktur dringend allradgetriebene Geländewagen für Polizei, Feuerwehr und Militär brauchte. Auch die Hersteller Toyota und Mitsubishi nahmen an dem Wettbewerb teil, wobei sich letztgenannter den Auftrag sichern konnte. Trotz dieses Rückschlages gab Nissan das Projekt nicht auf und beschloss, genau wie Toyota mit dem Landcruiser, das Fahrzeug auf dem zivilen Markt anzubieten. Im September 1951 ging schließlich der 4W60 in die Serienproduktion und wurde zu Beginn mit einem 3,7-Liter-Sechszylinder-Benzinmotor ausgerüstet, der ursprünglich aus dem Nissan-Bus Typ 290 stammte und 75 PS leistete. Die Form des Geländewagens ist der des Willys Jeep sehr ähnlich, aber die Dimensionen der Karosserie sind beim Nissan deutlich größer. Weitere Erkennungsmerkmale des 4W60 sind geteilte Frontscheiben und ein in den Kühlergrill geprägtes Nissan-Logo. Der 4W60 wurde in Japan nicht als Datsun verkauft, da er wegen seiner Konstruktion mit Leiterrahmen und Blattfedern als Nutzfahrzeug angesehen wurde.
Im August 1955 folgte der Wechsel auf das Modell 4W61, dessen Grundkonstruktion sich kaum vom Vorgängermodell unterscheidet. An der Karosserie wurden einige Chromteile montiert, die man sich beim vorherigen Modell wegen der damals herrschenden Materialknappheit sparen musste. So wurden der Kühlergrill sowie die Motorhaube damit verfeinert und ein teilweise rot lackiertes Chromlogo zierte die Front. Weitere Änderungen betrafen die nun einteilige Windschutzscheibe und die Motorisierung. Beim 4W61 wurde ein neu entwickelter 3,7-Liter-Motor mit 92 PS verbaut, der später durch ein 105 PS leistendes Triebwerk mit 4,0 Liter Hubraum ersetzt wurde.
Der 105-PS-Motor wurde auch im Typ 4W65 eingesetzt, welcher sich nur durch einige optische Details wie Kühlergrill und Motorhaube vom Vorgänger unterscheidet. Mit dem 105-PS-Motor ausgestattete Modelle des 4W65 bekamen den Zusatz „Patrol“. Der 4W65 wurde ab Oktober 1958 produziert, aber schon im Dezember des nächsten Jahres durch das Modell 4W66 ersetzt. Dieser ist zum Vorgänger äußerlich gleich, wurde aber nun auch mit einem neuen 4,0-Liter-Motor mit 125 PS ausgerüstet, bevor die Produktion im Juni 1960 zu Gunsten des Nachfolgemodells gestoppt wurde.
| Technische Daten Nissan Patrol (1951–1960) |                                             |                                             |                                             |                                             |
| Nissan Patrol                              | 3.7                                         | 3.7                                         | 4.0                                         | 4.0                                         |
| Bauzeitraum:                               | 1951–1955                                   | 1955–1958                                   | 1958–1960                                   | 1959–1960                                   |
| Motortyp:                                  | Sechszylinder-Ottomotor in Reihenbauart     | Sechszylinder-Ottomotor in Reihenbauart     | Sechszylinder-Ottomotor in Reihenbauart     | Sechszylinder-Ottomotor in Reihenbauart     |
| Hubraum:                                   | 3670 cm³                                    | 3666 cm³                                    | 3960 cm³                                    | 3956 cm³                                    |
| Motorkenncode:                             | NAK                                         | NB                                          | NC                                          | P40                                         |
| max. Leistung bei min−1:                   | 55 kW (75 PS)/3200                          | 68 kW (92 PS)/?                             | 77 kW (105 PS)/3400                         | 92 kW (125 PS)/3400                         |
| max. Drehmoment bei min−1:                 | 206 Nm/1600                                 | ?                                           | 264 Nm/1600                                 | 284 Nm/1600                                 |
| Ventilsteuerung:                           | SV                                          | SV                                          | SV                                          | OHV                                         |
| Antriebsart:                               | Hinterradantrieb, Allradantrieb zuschaltbar | Hinterradantrieb, Allradantrieb zuschaltbar | Hinterradantrieb, Allradantrieb zuschaltbar | Hinterradantrieb, Allradantrieb zuschaltbar |
| Getriebe:                                  | 4-Gang-Schaltgetriebe                       | 4-Gang-Schaltgetriebe                       | 4-Gang-Schaltgetriebe                       | 4-Gang-Schaltgetriebe                       |

## Patrol (Serie 60/61, 1960–1984)
Mit der Serie 60 wurde der Geländewagen erstmals als Patrol vorgestellt. Er wurde ab Oktober 1960 hergestellt und war technisch quasi identisch zu seinem Vorgängermodell. Lediglich das Design war neu entwickelt und auch der Motor stammte aus dem Modell 4W66 und leistete weiterhin 125 PS aus 4,0 Litern Hubraum. Eine hauptsächliche technische Änderung war die Neuplatzierung des elektrischen Systems, das nun im Gegensatz zum Vorgängermodell höher saß und somit eine größere Wattiefe zuließ. Durch Eingriffe an Vergaser, Verdichtung und Ventilöffnungszeiten im Jahr 1965 stieg die Leistung auf 145 PS.
Nach dieser Überarbeitung wurde die Serie 60 bis zur Produktionseinstellung im Herbst 1979 fast unverändert gebaut, es folgten bis zu diesem Zeitpunkt lediglich kleine Veränderungen kosmetischer Art. Allerdings wurde eine leicht modifizierte Variante mit der Bezeichnung Serie 61 bis Sommer 1984 weiterhin hergestellt.
Durch eine Lizenzvergabe im Jahr 1965 an die Vehicle Factory Jabalpur (VFJ) in Indien begann ab 1969 die Fertigung der Serie 60 als Jonga für die indische Armee. Der Name ist ein Akronym für Jabalpur Ordnance aNd Gun carriage Assembly und bedeutet so viel wie Jabalpur Munitions- und Waffentransporterfertigung. Zu Beginn wurde der 4,0 Liter Nissan-Motor verwendet und 1994 durch einen von VFJ entwickelten Dieselmotor ersetzt. Die Produktion endete erst 1999.

### Modellvarianten
Den Patrol der Serie 60 gab es mit drei verschieden langen Rahmen und unterschiedlichen Aufbauten. Zu Produktionsbeginn stand nur eine kurze Version mit 2200 mm Radstand zur Verfügung, diese wurde jedoch ab 1962 durch eine mittlere Ausführung mit 2500 mm und schließlich noch ab 1968 durch ein langes Fahrgestell mit 2800 mm Radstand ergänzt. Die darauf aufbauenden, verschiedenen Karosserievarianten wurden mit modellspezifischen Codes bezeichnet:
| Radstand         | Modellcode                                                                                           |
| ---------------- | --- |
| kurz (2200 mm)   | 60: Softtop, K60: Hardtop                                                                            |
| mittel (2500 mm) | G60: Softtop, KG60: Hardtop, WG60: Wagon, VG60: Van, FG60: Feuerwehrfahrzeug                         |
| lang (2800 mm)   | 62Z-G60: Pick-up, 94Z-G60: Cab-Chassis (Pick-up ohne Ladefläche), VH60: Van, FH60: Feuerwehrfahrzeug |

Des Weiteren enthielt der Modellcode bei Fahrzeugen mit Linkslenkung ein „L“ und den G60 sowie VG60 gab es auch als Ausführungen für hohe Beanspruchungen (heavy duty), deren Kürzel mit „H“ zu G60H und VH60 ergänzt wurde. Diese Modelle wurden mit verstärktem Hinterachsdifferential und Reifen mit höherem Tragfähigkeitsindex ausgerüstet.

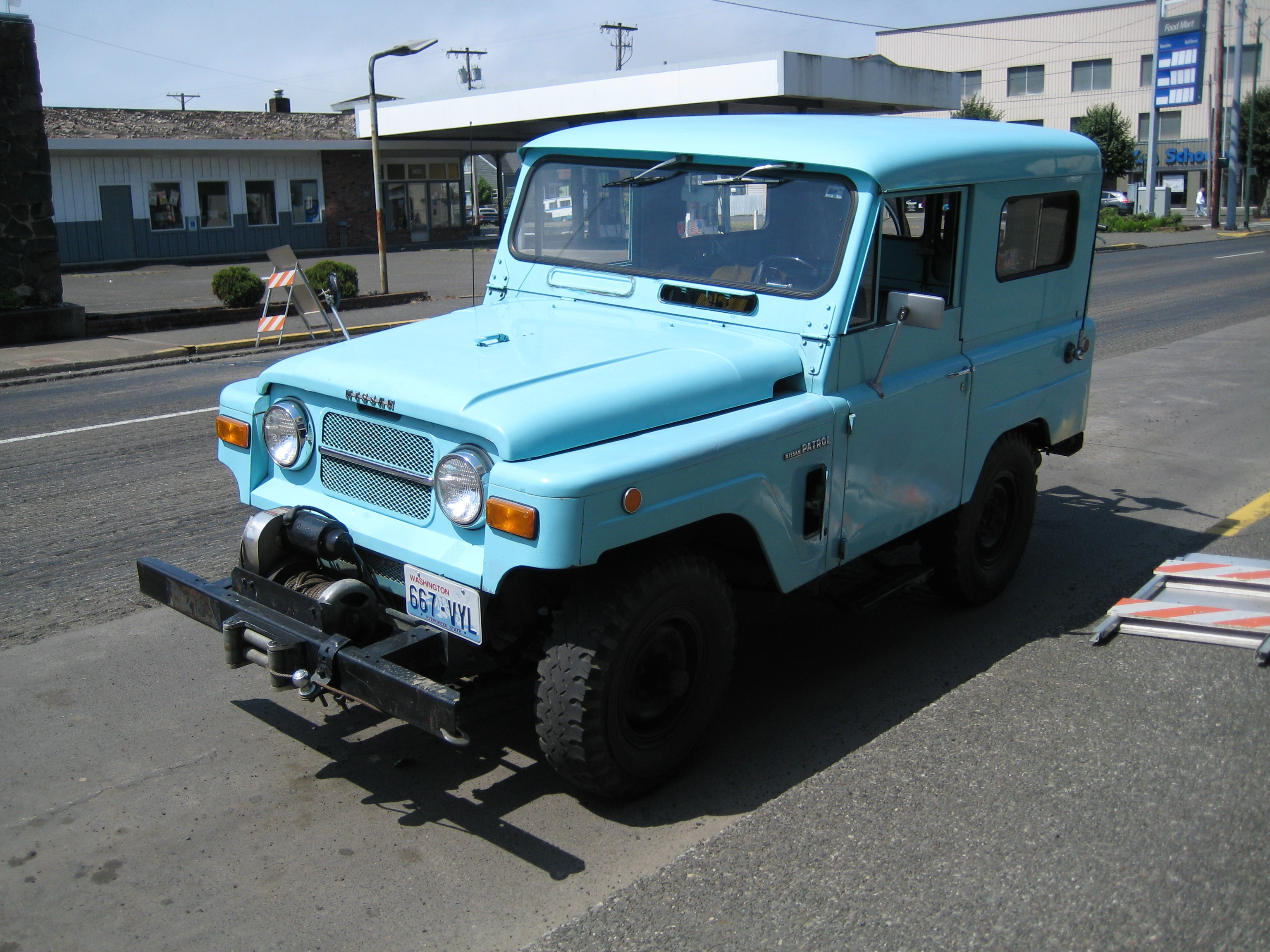
Nissan Patrol K60 Hardtop
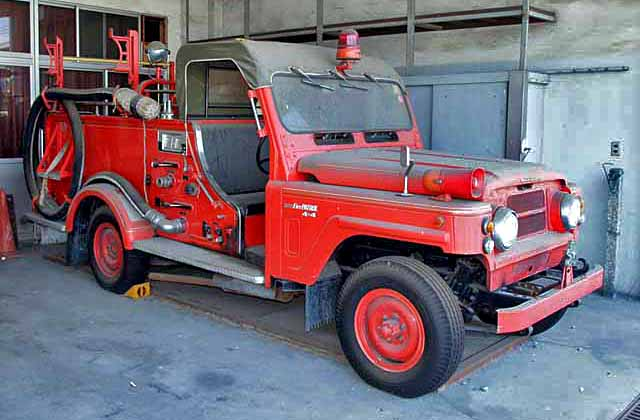
Nissan Patrol FG60 Feuerwehrfahrzeug

| Technische Daten Nissan Patrol (1960–1984) |                                             |                                             |                                             |                                             |
| Nissan Patrol                              | 4.0                                         | 4.0                                         |                                             |                                             |
| Bauzeitraum:                               | 1960–1965                                   | 1965–1984                                   |                                             |                                             |
| Motortyp:                                  | Sechszylinder-Ottomotor in Reihenbauart     | Sechszylinder-Ottomotor in Reihenbauart     |                                             |                                             |
| Hubraum:                                   | 3956 cm³                                    | 3956 cm³                                    |                                             |                                             |
| Motorkenncode:                             | P40                                         | P40                                         |                                             |                                             |
| max. Leistung bei min−1:                   | 92 kW (125 PS)/3400                         | 107 kW (145 PS)/3800                        |                                             |                                             |
| max. Drehmoment bei min−1:                 | 284 Nm/1600                                 | 318 Nm/2000                                 |                                             |                                             |
| Ventilsteuerung:                           | OHV                                         | OHV                                         |                                             |                                             |
| Antriebsart:                               | Hinterradantrieb, Allradantrieb zuschaltbar | Hinterradantrieb, Allradantrieb zuschaltbar | Hinterradantrieb, Allradantrieb zuschaltbar | Hinterradantrieb, Allradantrieb zuschaltbar |
| Getriebe:                                  | 3-Gang-Schaltgetriebe                       | 3-Gang-Schaltgetriebe                       | 3-Gang-Schaltgetriebe                       | 3-Gang-Schaltgetriebe                       |

## Patrol 160 (1979–1989)
Im November 1979 lief die Fertigung des neuen Patrol 160 in Japan an, welcher dort nun als Nissan Safari angeboten wurde. Der Patrol 160 war das erste Patrol-Modell, das in Deutschland zuerst als Datsun angeboten wurde. Der Verkaufsstart erfolgte im Januar 1981 und das Angebot umfasste die Versionen mit kurzem sowie langem Radstand.
Als Motorisierung standen je ein Benziner und ein Diesel in Sechszylinder-Reihenbauweise zur Verfügung. Der Ottomotor leistet aus einem Hubraum von 2,8 Litern 120 PS und der Saugdiesel erreicht 95 PS aus 3,3 Litern.
Ende 1983 wurde die Motorenpalette durch einen 3,3-Liter-Turbodiesel mit 110 PS ergänzt, der zunächst nur für den Patrol mit kurzem Radstand verfügbar war. Im langen Modell debütierte dieses Triebwerk erst im Juli 1985.
Im Januar 1984 wurde ein erstes Facelift durchgeführt, bei dem unter anderem die vorher runden Scheinwerfer durch eckige ersetzt wurden und auch der Kühlergrill eine Veränderung erfuhr. Gleichzeitig erfolgte die Umstellung von Datsun auf Nissan.
Im Februar 1989 endete die Herstellung des Patrol 160.

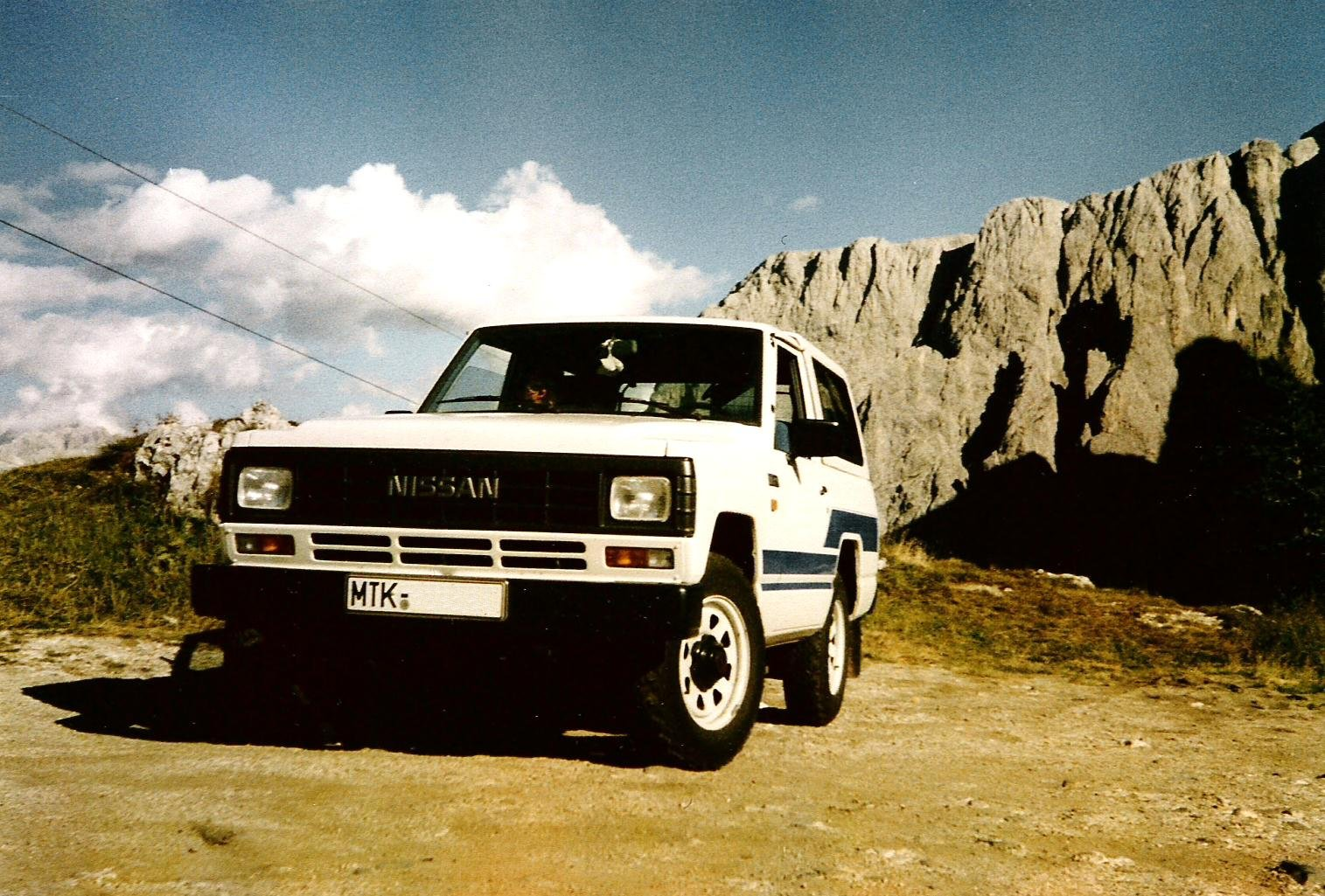
Nissan Patrol 160 (1984–1989)

| Technische Daten Nissan Patrol (1979–1989) |                                             |                                             |                                             |                                             |
| Nissan Patrol                              | 2.8                                         | 4.0 (nicht in Deutschland)                  | 3.3 Diesel                                  | 3.3 TD                                      |
| Bauzeitraum:                               | 1979–1989                                   | 1979–1989                                   | 1979–1989                                   | 1983–1989                                   |
| Motortyp:                                  | Sechszylinder-Ottomotor in Reihenbauart     | Sechszylinder-Ottomotor in Reihenbauart     | Sechszylinder-Saugdiesel in Reihenbauart    | Sechszylinder-Turbodiesel in Reihenbauart   |
| Hubraum:                                   | 2753 cm³                                    | 3956 cm³                                    | 3246 cm³                                    | 3246 cm³                                    |
| Motorkenncode:                             | L28                                         | P40                                         | SD33                                        | SD33T                                       |
| max. Leistung bei min−1:                   | 88 kW (120 PS)/4800                         | 107 kW (145 PS)/3800                        | 70 kW (95 PS)/3600                          | 81 kW (110 PS)/4000                         |
| max. Drehmoment bei min−1:                 | 201 Nm/3200                                 | 280 Nm/2000                                 | 216 Nm/1800                                 | 255 Nm/2000                                 |
| Ventilsteuerung:                           | OHC                                         | OHV                                         | OHV                                         | OHV                                         |
| Antriebsart:                               | Hinterradantrieb, Allradantrieb zuschaltbar | Hinterradantrieb, Allradantrieb zuschaltbar | Hinterradantrieb, Allradantrieb zuschaltbar | Hinterradantrieb, Allradantrieb zuschaltbar |
| Getriebe:                                  | 4/5-Gang-Schaltgetriebe                     | 4/5-Gang-Schaltgetriebe                     | 4/5-Gang-Schaltgetriebe                     | 4/5-Gang-Schaltgetriebe                     |

## Patrol 260 (1986–1994)
Der ab Frühjahr 1986 angebotenen Patrol 260 stellt die nur aus spanischer Fertigung stammende Variante des 160 dar. Als Motoren kamen der L28, SD33 und der RD28T zum Einsatz. Die Motorisierung wurde für den deutschen Markt auf nur ein Triebwerk reduziert, einen 2,8-Liter-Dieselmotor mit Turbolader, der 115 PS leistete und ursprünglich aus dem Nissan Laurel stammte.
Im Sommer 1988 erhielt der 260 eine Überarbeitung an der Front, die nun der des zeitgleich eingeführten Y60 ähnelte.
Der Patrol 260 wurde in Deutschland bis 1993 parallel zum Y60 angeboten.
Mitte 1994 endete die Produktion des Patrol 260 in Spanien.

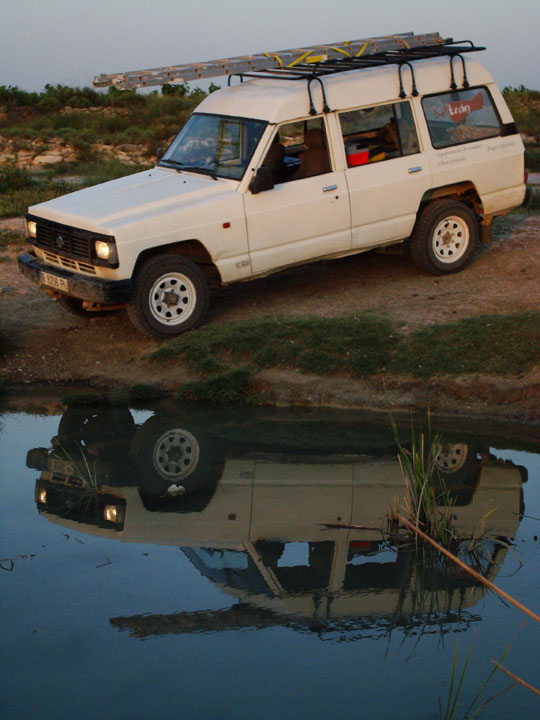
Nissan Patrol Stationwagon (1986–1994)

| Technische Daten Nissan Patrol (1986–1994) |                                             |
| Nissan Patrol                              | 2.8 TD                                      |
| Bauzeitraum:                               | 1989–2003                                   |
| Motortyp:                                  | Sechszylinder-Turbodiesel in Reihenbauart   |
| Hubraum:                                   | 2826 cm³                                    |
| Motorkenncode:                             | RD28T                                       |
| max. Leistung bei min−1:                   | 85 kW (115 PS)/4400                         |
| max. Drehmoment bei min−1:                 | 235 Nm/2400                                 |
| Ventilsteuerung:                           | OHC                                         |
| Antriebsart:                               | Hinterradantrieb, Allradantrieb zuschaltbar |
| Getriebe:                                  | 5-Gang-Schaltgetriebe                       |

## Patrol GR (Y60, 1988–1998)
Mit der im Sommer 1988 erfolgten Einführung des Typs Y60, der Patrol GR (Grand Raid) genannt wurde, wurden erstmals in der Geschichte des Patrol Schraubenfedern statt Blattfedern verbaut.
Wie schon den Vorgänger gab es dieses Modell auf dem deutschen Markt mit kurzem Radstand als drei- und mit langem Radstand als fünftürige Variante. Für Europa wurde dieses Fahrzeug mit einem 2,8-Liter-Dieselmotor ausgestattet, der ursprünglich aus dem Nissan Laurel stammte und 116 PS (85 kW) leistet.
In Australien wurde der Y60 von 1988 bis 1994 auch als Ford Maverick angeboten.
Anfang 1995 erfolgte ein Facelift, das besonders die Front veränderte.

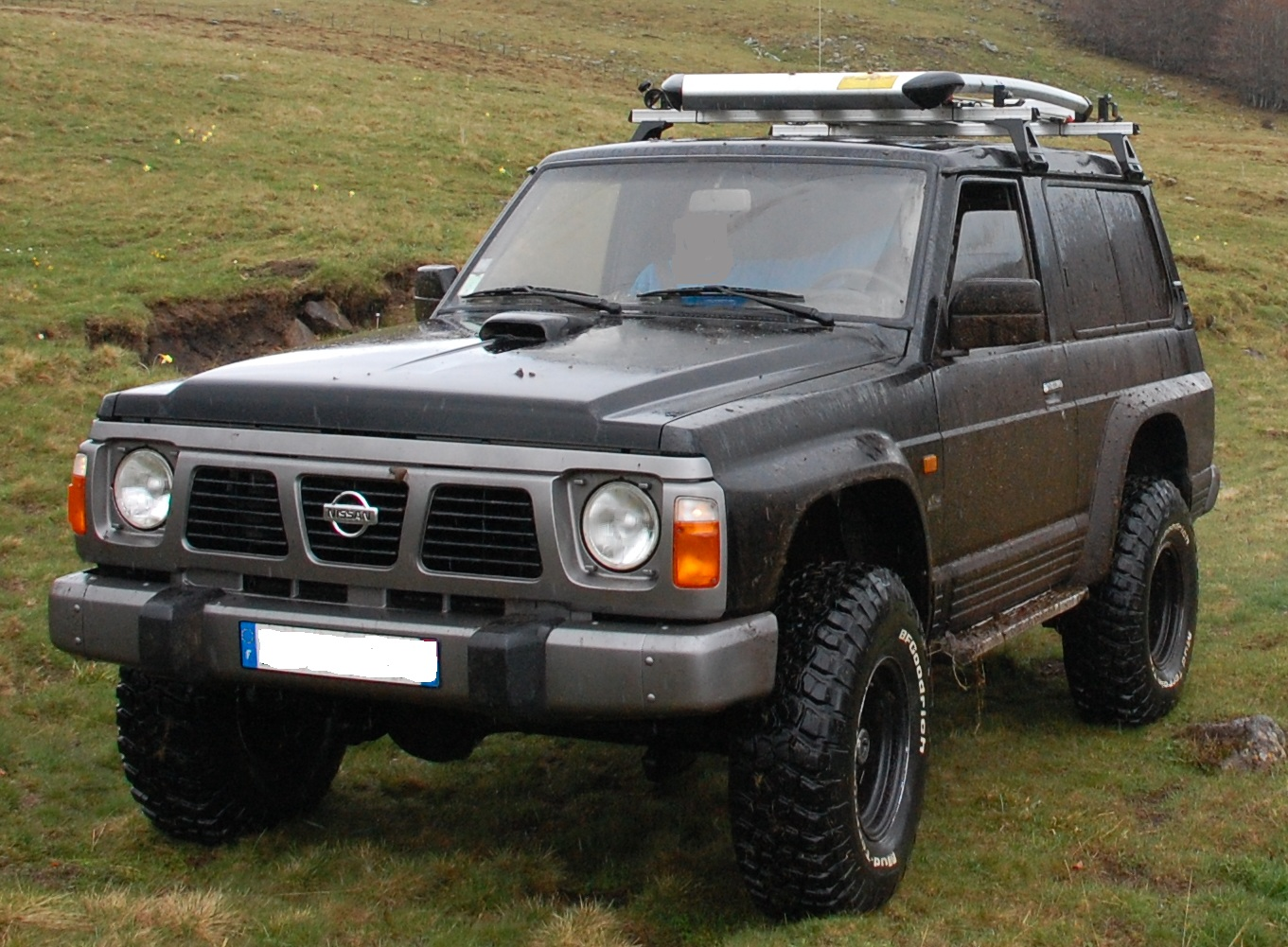
Nissan Patrol GR Dreitürer (1995–1998)
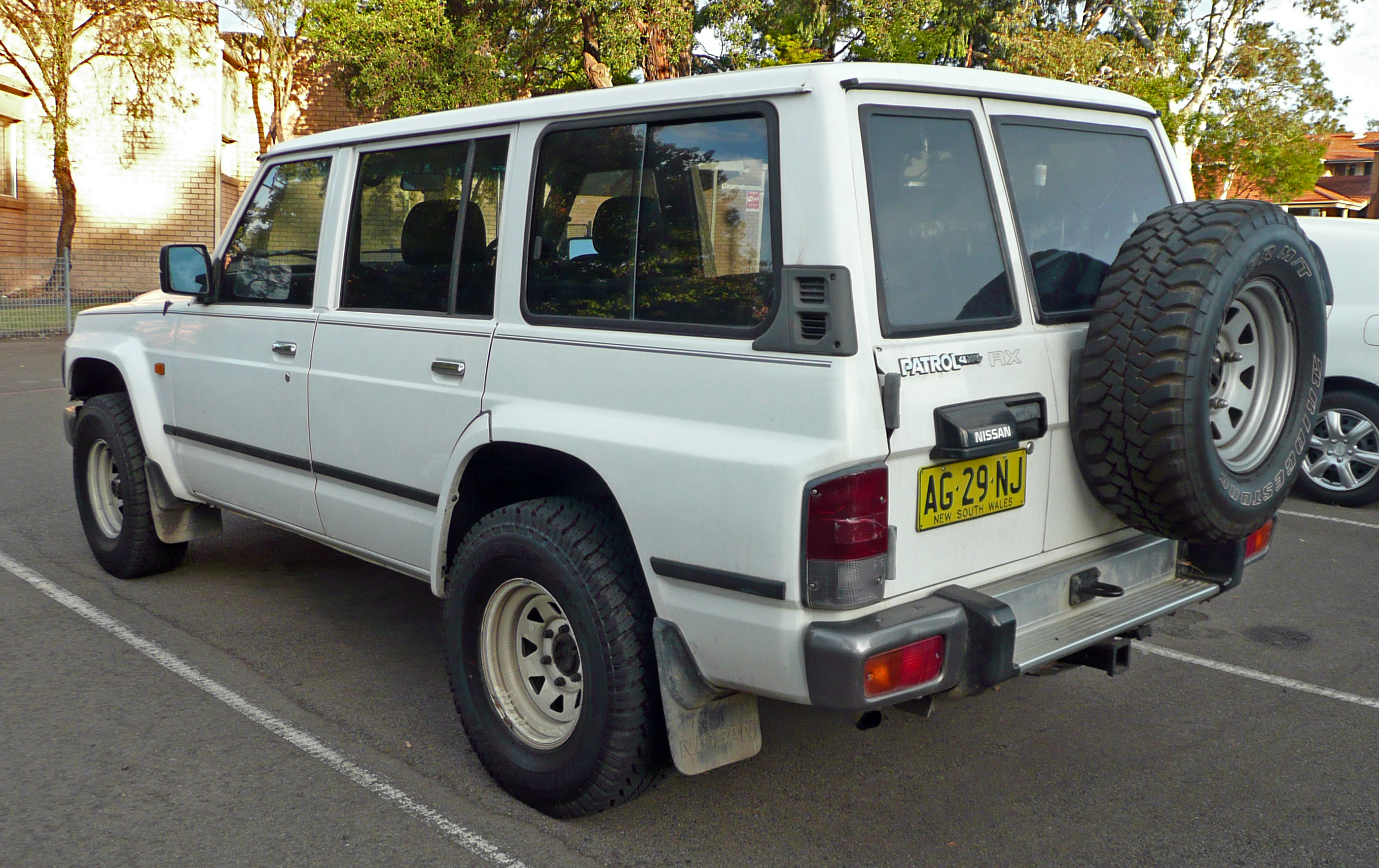
Nissan Patrol GR (1995–1998)
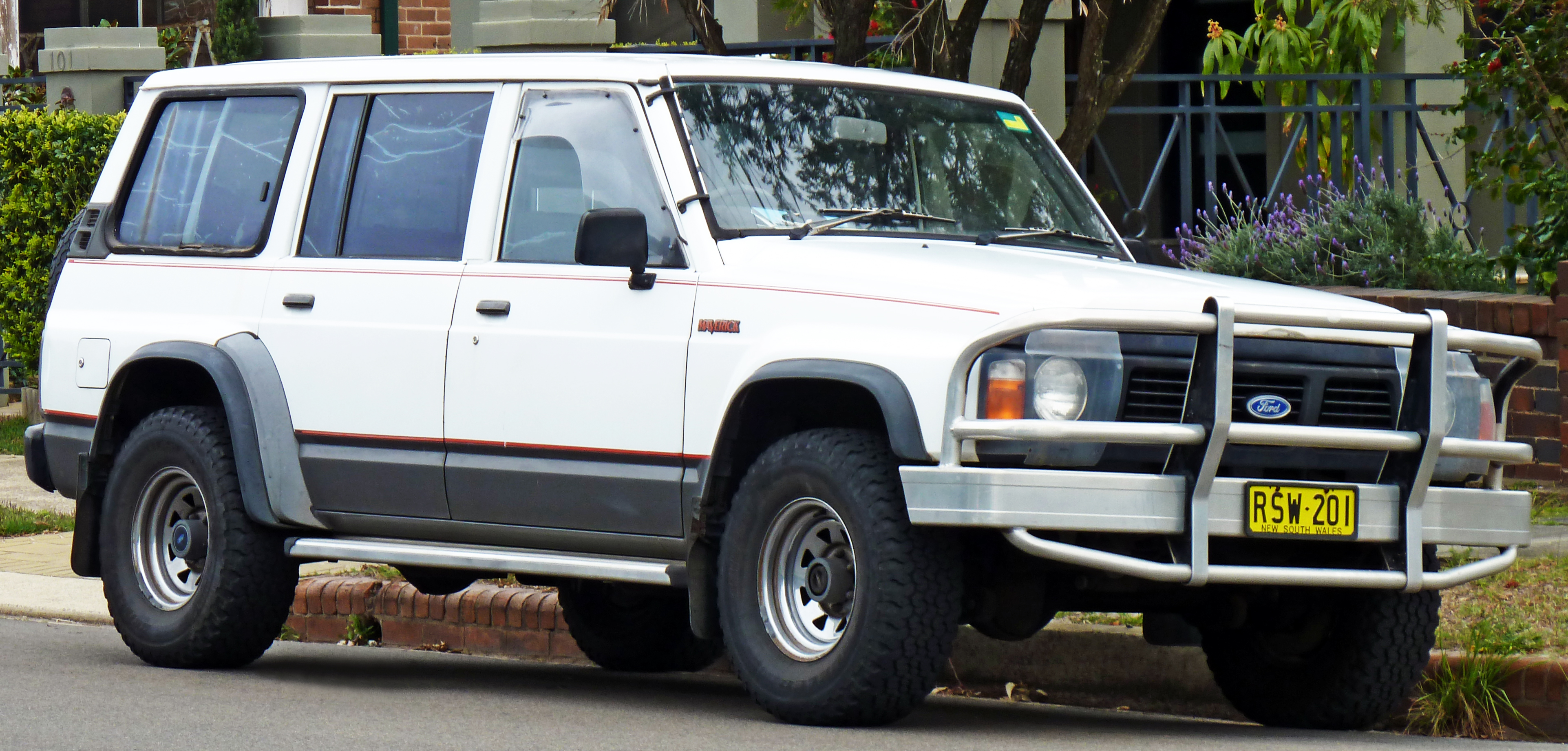
Ford Maverick (Australien)

| Technische Daten Nissan Patrol (1988–1998) |                                             |                                             |                                             |                                             |                                             |
| Nissan Patrol                              | 3.0 (nicht in Deutschland)                  | 4.2 (nicht in Deutschland)                  | 4.2i (nicht in Deutschland)                 | 2.8 TD                                      | 4.2 D (nicht in Deutschland)                |
| Bauzeitraum:                               | 1988–1998                                   | 1988–1998                                   | 1988–1998                                   | 1988–1998                                   | 1988–1998                                   |
| Motortyp:                                  | Sechszylinder-Ottomotor in Reihenbauart     | Sechszylinder-Ottomotor in Reihenbauart     | Sechszylinder-Ottomotor in Reihenbauart     | Sechszylinder-Turbodiesel in Reihenbauart   | Sechszylinder-Saugdiesel in Reihenbauart    |
| Hubraum:                                   | 2962 cm³                                    | 4169 cm³                                    | 4169 cm³                                    | 2826 cm³                                    | 4169 cm³                                    |
| Motorkenncode:                             | RB30S                                       | TB42S                                       | TB42E                                       | RD28T                                       | TD42                                        |
| max. Leistung bei min−1:                   | 100 kW (136 PS)/4800                        | 125 kW (170 PS)/4200                        | 129 kW (175 PS)/4000                        | 85 kW (115 PS)/4000                         | 85 kW (115 PS)/4000                         |
| max. Drehmoment bei min−1:                 | 224 Nm/3000                                 | 325 Nm/2800                                 | 330 Nm/3200                                 | 235 Nm/2400                                 | 264 Nm/3200                                 |
| Ventilsteuerung:                           | OHC                                         | OHV                                         | OHV                                         | OHC                                         | OHV                                         |
| Antriebsart:                               | Hinterradantrieb, Allradantrieb zuschaltbar | Hinterradantrieb, Allradantrieb zuschaltbar | Hinterradantrieb, Allradantrieb zuschaltbar | Hinterradantrieb, Allradantrieb zuschaltbar | Hinterradantrieb, Allradantrieb zuschaltbar |
| Getriebe:                                  | 5-Gang-Schaltgetriebe                       | 5-Gang-Schaltgetriebe                       | 5-Gang-Schaltgetriebe                       | 5-Gang-Schaltgetriebe                       | 5-Gang-Schaltgetriebe                       |

## Patrol GR (Y61, 1997–2013)
Mitte 1997 wurde der Patrol GR Y61 vorgestellt, der weiterhin mit Starrachsen an Schraubenfedern ausgerüstet wurde. Zur deutschen Markteinführung im Frühjahr 1998 startete das neue Modell mit dem bekannten 2,8-Liter-Dieselmotor mit geändertem Zylinderkopf und Ladeluftkühler mit nun 130 PS (96 kW), der ab Mai 2000 durch einen neu entwickelten 3,0-Liter-Selbstzünder mit Direkteinspritzung und einer Leistung von 158 PS (116 kW) ersetzt wurde. Nissan produzierte auch eine zweitürige Pick-up-Version der Y61-Serie.
2000 erfolgte die Verlegung der Produktion für die asiatischen Märkte vom Werk Hiratsuka nach Makati City auf die Philippinen. Die Produktion für Afrika und viele Schwellenländer wurde 2001 von Kanda nach Rosslyn (Südafrika) verlegt.
Im Februar 2003 und Oktober 2004 erfolgten Modifikationen, bei letzterem wurde die Leistung des 3,0-Liter-Motors jetzt mit Common-Rail-Einspritzung auf 160 PS (118 kW) erhöht. Gleichzeitig wurde der Vertrieb des Safari Y61 auf dem japanischen Heimatmarkt eingestellt.
Ab 2005 wurde ein Teil der Patrol Produktion für viele Schwellenländer von Nissan Motor Ibérica nach Karatschi in Pakistan verlegt.
Die Bundeswehr beschaffte ab 2009 insgesamt 1050 leicht modifizierte Fahrzeuge des Patrol Y61. Sie sind olivgrün foliert und tragen auf beiden Türen in schwarz ein eisernes Kreuz und die Aufschrift „Bundeswehr“.
Offiziell wurde der Verkauf des Patrol Y61 in Kontinentaleuropa bis Ende 2009 (Deutschland September 2009) beendet, da die Produktion bei Nissan Motor Ibérica in Barcelona im Herbst 2009 endete und die Fertigungsanlagen für die Produktion des Patrol Y61 für den mittleren Osten und den nahen Osten sowie Ozeanien nach Tanger in Marokko verlegt wurden.
In Deutschland gab es im Jahr 2010 allerdings noch 24 Neuzulassungen des Typ Y61.
Im Vereinigten Königreich war der Patrol noch bis 2010 erhältlich, da die 1999 gestartete Produktion des Patrol Y61 in Washington erst 2010 eingestellt wurde.
2013 stellte Nissan den Verkauf des Patrol Y61 offiziell weltweit ein. In Südafrika wie auch Pakistan soll der Patrol Y61 aber vorerst weiter in Produktion bleiben.

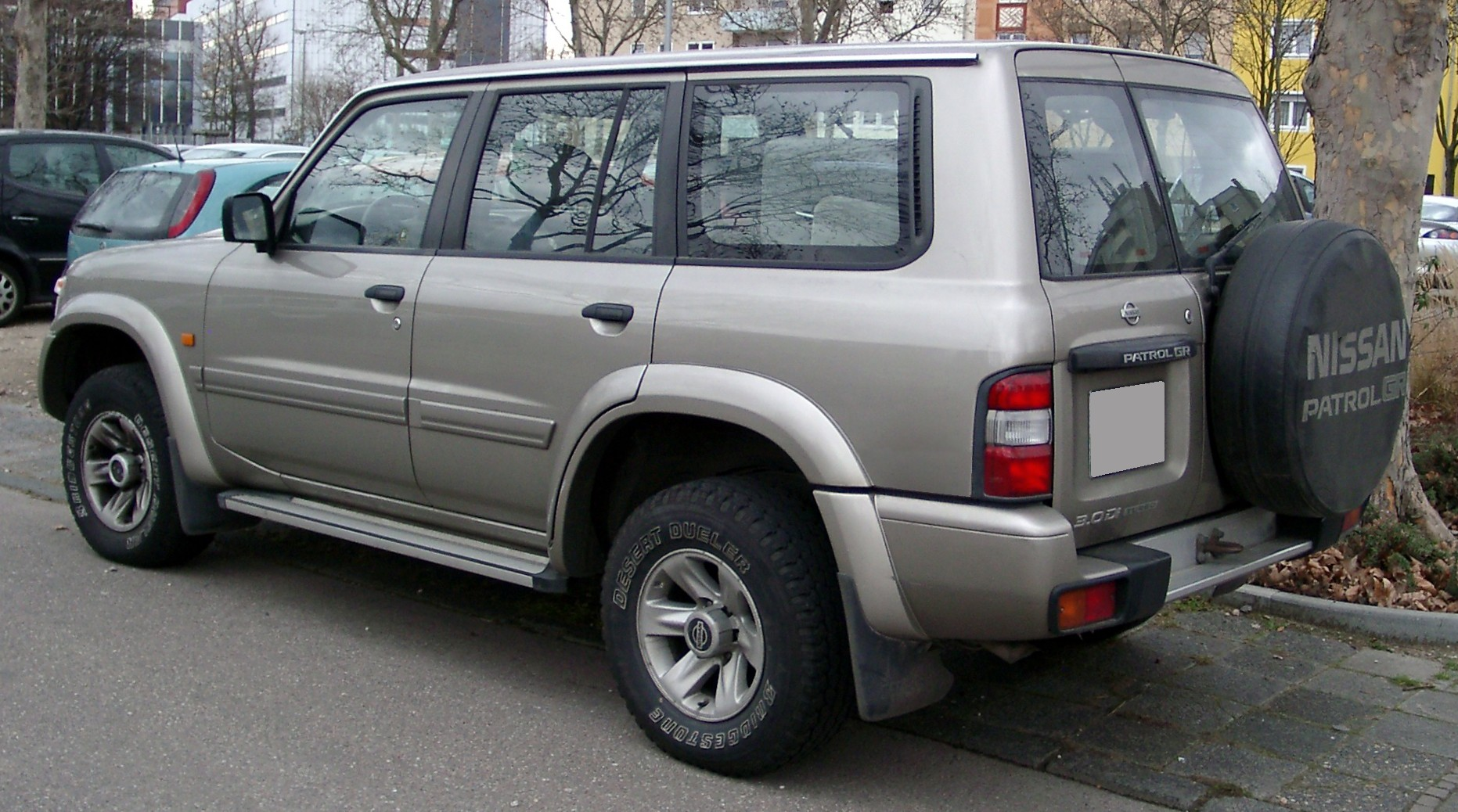
Heckansicht
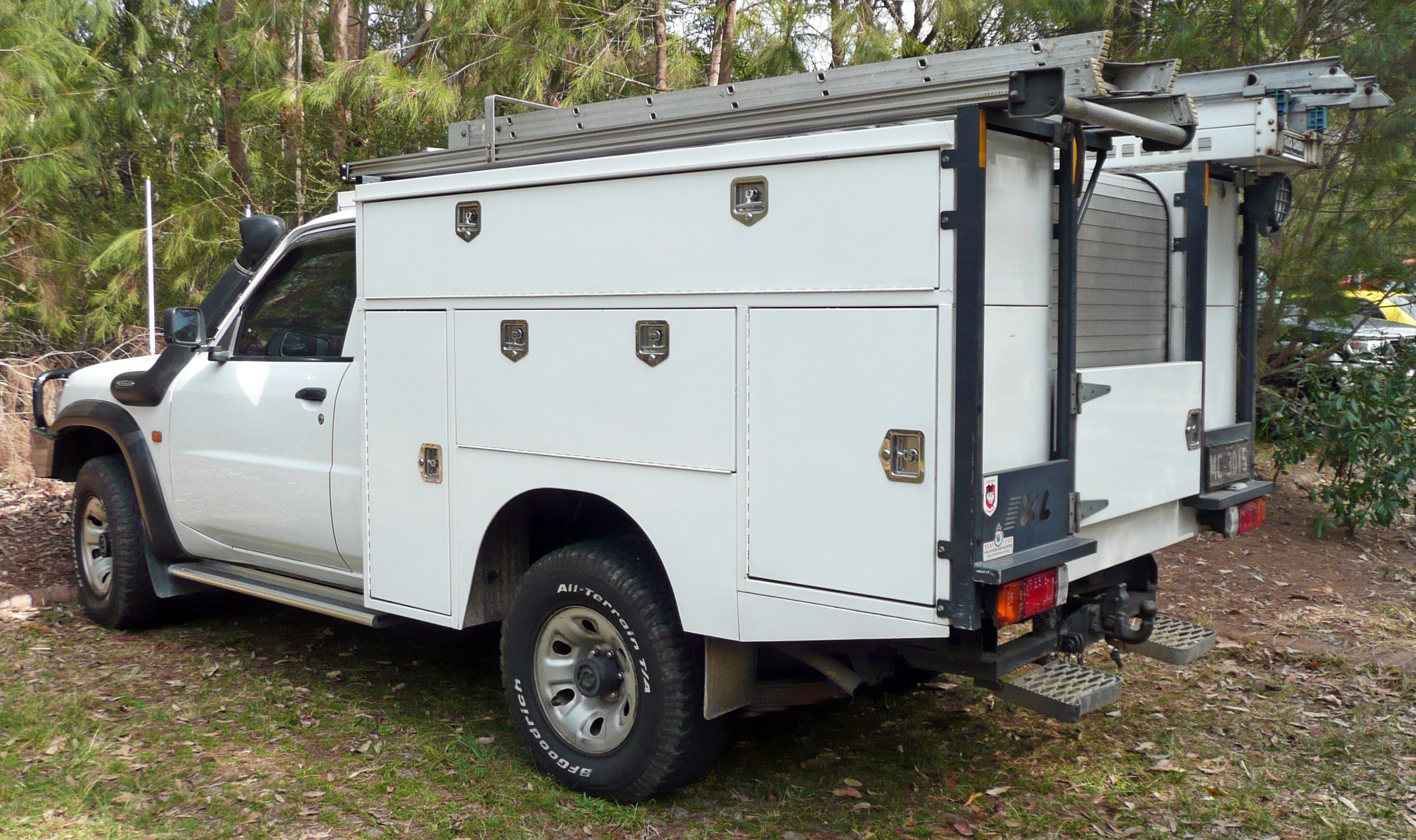
Nissan Patrol Pick-up (1998–2006)
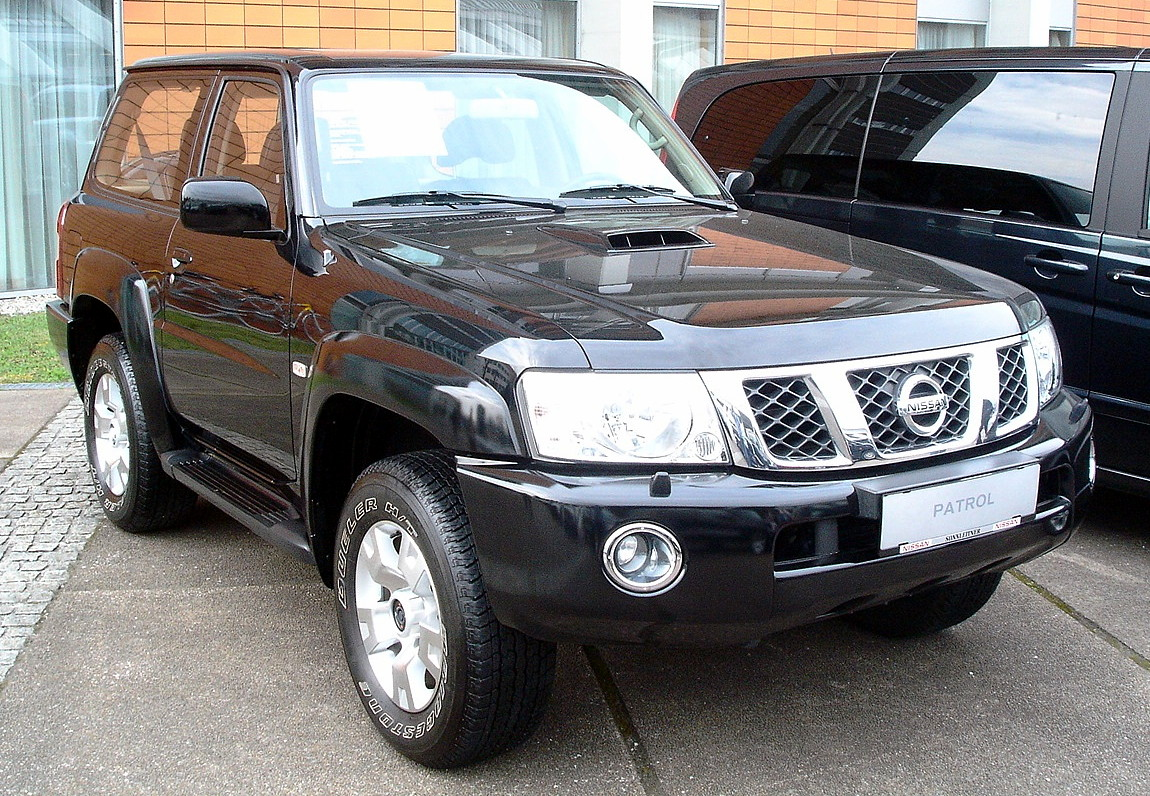
Nissan Patrol (2004–2009)
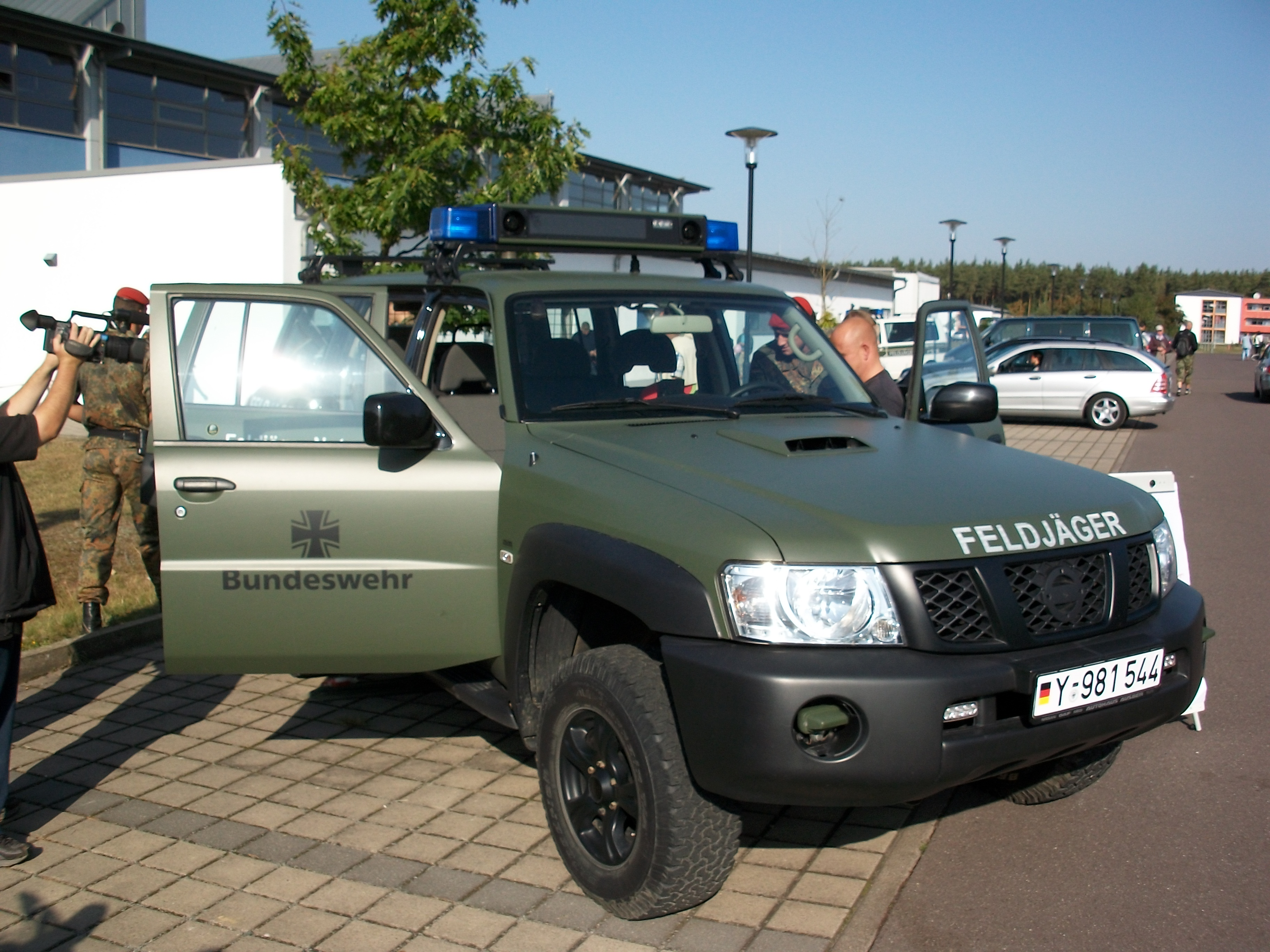
Ein Nissan Patrol der Bundeswehr

| Technische Daten Nissan Patrol 1997–2009 |                                             |                                             |                                             |                                             |                                             |                                             |                                             |                                             |
| Nissan Patrol                            | 4.5 (nicht in Deutschland)                  | 4.8 (nicht in Deutschland)                  | 2.8 TD                                      | 3.0 Di                                      | 3.0 dCi                                     | 4.2 D (nicht in Deutschland)                | 4.2 TD (nicht in Deutschland)               | 4.2 Di (nicht in Deutschland)               |
| Bauzeitraum:                             | 1997–?                                      | 2002–?                                      | 1997–2000                                   | 2000–2004                                   | 2004–2009                                   | 1997–?                                      | 1997–?                                      | 1997–?                                      |
| Motortyp:                                | Sechszylinder-Ottomotor in Reihenbauart     | Sechszylinder-Ottomotor in Reihenbauart     | Sechszylinder-Turbodiesel in Reihenbauart   | Vierzylinder-Turbodiesel in Reihenbauart    | Vierzylinder-Turbodiesel in Reihenbauart    | Sechszylinder-Saugdiesel in Reihenbauart    | Sechszylinder-Turbodiesel in Reihenbauart   | Sechszylinder-Turbodiesel in Reihenbauart   |
| Hubraum:                                 | 4479 cm³                                    | 4759 cm³                                    | 2826 cm³                                    | 2953 cm³                                    | 2953 cm³                                    | 4169 cm³                                    | 4169 cm³                                    | 4169 cm³                                    |
| Motorkenncode:                           | TB45E                                       | TB48DE                                      | RD28Ti                                      | ZD30DDTi                                    | ZD30DDTi                                    | TD42                                        | TD42T                                       | TD42Ti                                      |
| max. Leistung bei min−1:                 | 145 kW (197 PS)/4400                        | 180 kW (245 PS)/4200                        | 95 kW (130 PS)/4000                         | 116 kW (158 PS)/3600                        | 118 kW (160 PS)/3600                        | 91 kW (124 PS)/4000                         | 114 kW (155 PS)/3600                        | 114 kW (155 PS)/3600                        |
| max. Drehmoment bei min−1:               | 350 Nm/3600                                 | 400 Nm/3200                                 | 252 Nm/2000                                 | 354 Nm/2000                                 | 380 Nm/1800                                 | 272 Nm/2000                                 | 330 Nm/2000                                 | 360 Nm/2000                                 |
| Ventilsteuerung:                         | OHV                                         | DOHC                                        | OHC                                         | DOHC                                        | DOHC                                        | OHV                                         | OHV                                         | OHV                                         |
| Antriebsart:                             | Hinterradantrieb, Allradantrieb zuschaltbar | Hinterradantrieb, Allradantrieb zuschaltbar | Hinterradantrieb, Allradantrieb zuschaltbar | Hinterradantrieb, Allradantrieb zuschaltbar | Hinterradantrieb, Allradantrieb zuschaltbar | Hinterradantrieb, Allradantrieb zuschaltbar | Hinterradantrieb, Allradantrieb zuschaltbar | Hinterradantrieb, Allradantrieb zuschaltbar |
| Getriebe, serienmäßig:                   | 5-Gang-Schaltgetriebe                       | 5-Gang-Schaltgetriebe                       | 5-Gang-Schaltgetriebe                       | 5-Gang-Schaltgetriebe                       | 5-Gang-Schaltgetriebe                       | 5-Gang-Schaltgetriebe                       | 5-Gang-Schaltgetriebe                       | 5-Gang-Schaltgetriebe                       |
| Getriebe, optional:                      | ?                                           | ?                                           | —                                           | 4-Gang-Automatikgetriebe                    | 4-Gang-Automatikgetriebe                    | ?                                           | ?                                           | ?                                           |

## Patrol (Y62, 2010–2024)
Mit der Anfang 2010 erfolgten Einführung der siebten Patrol-Generation (Typ Y62) bricht Nissan mit der bisherigen Tradition dieser Baureihe. Der neue Patrol ist kein klassischer Geländewagen mehr, sondern wurde als luxuriöses SUV konzipiert. In Nordamerika wurde diese Generation zwischen 2016 und 2024 als Nissan Armada verkauft, sowie optisch verändert als Infiniti QX80 (bis 2013 QX56).
Nach wie vor baut der Patrol auf einem klassischen Leiterrahmen auf, doch die in den Vorgängern verwendeten Starrachsen wichen einer Einzelradaufhängung rundum.  Der nunmehr permanente Allradantrieb wird elektronisch geregelt und verfügt über eine Untersetzung und vier Fahrprogramme, mit denen man das Fahrzeug auf unterschiedliche Fahruntergründe einstellen kann: Sand, Straße, Fels und Schnee. Als Antrieb dient ein 5,6 Liter-V8-Benzinmotor, der 298 kW (405 PS) leistet und ein maximales Drehmoment von 560 Nm entfaltet, ein Dieselmotor wird nicht mehr angeboten. Eine 7-Gang-Wandlerautomatik ist die einzige Getriebeoption.
Der aktuelle Patrol wird in Europa nicht mehr angeboten und ist hauptsächlich für den Markt im Nahen Osten, Ozeanien und Märkte in Asien und Afrika bestimmt. In der Türkei wurde die Baureihe als Nissan Safari Royale vermarktet.
Im Nahen Osten bot Nissan den Patrol als Patrol Nismo an. In diesem leistet der 5,6-Liter-Ottomotor 315 kW (428 PS).

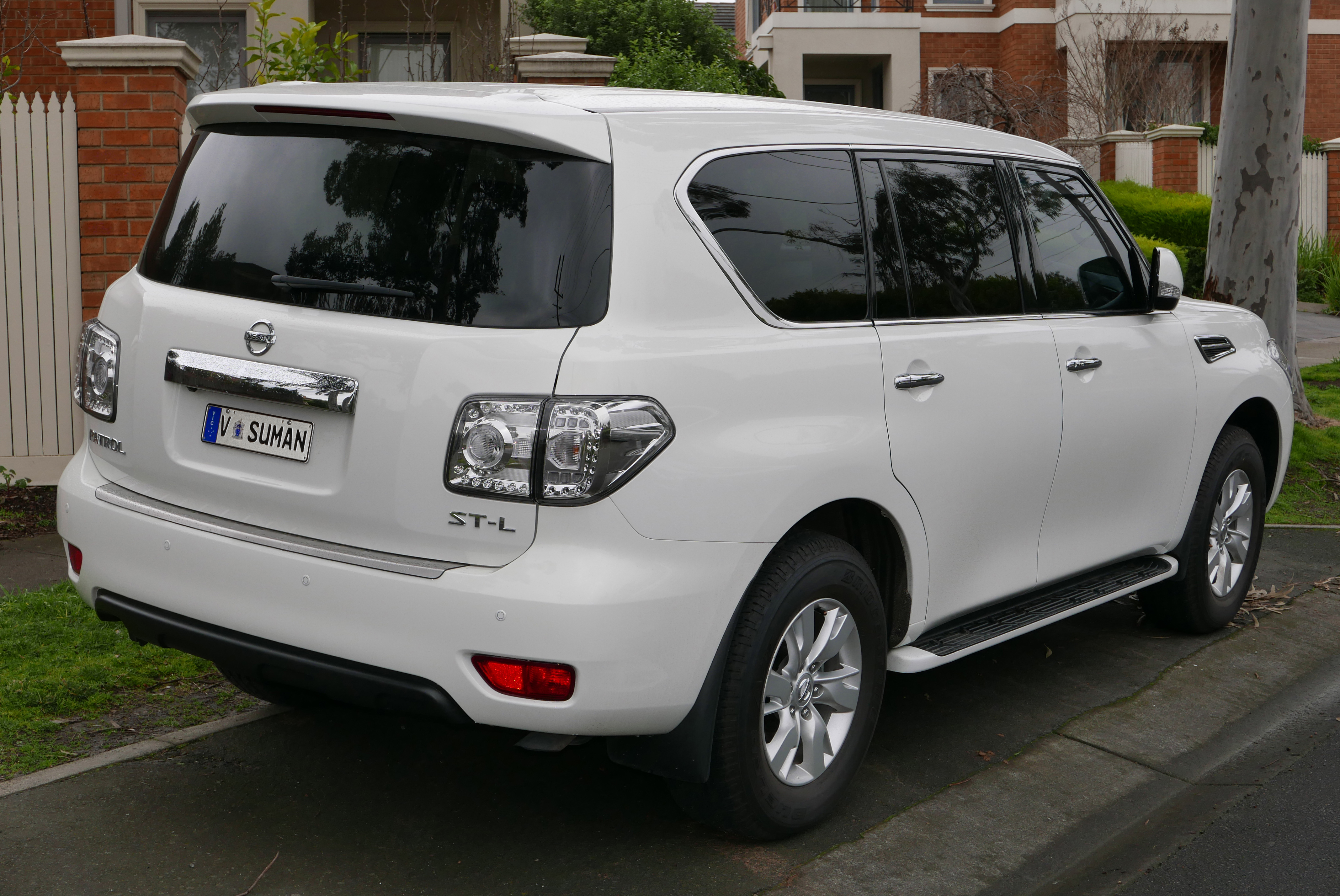
Heckansicht
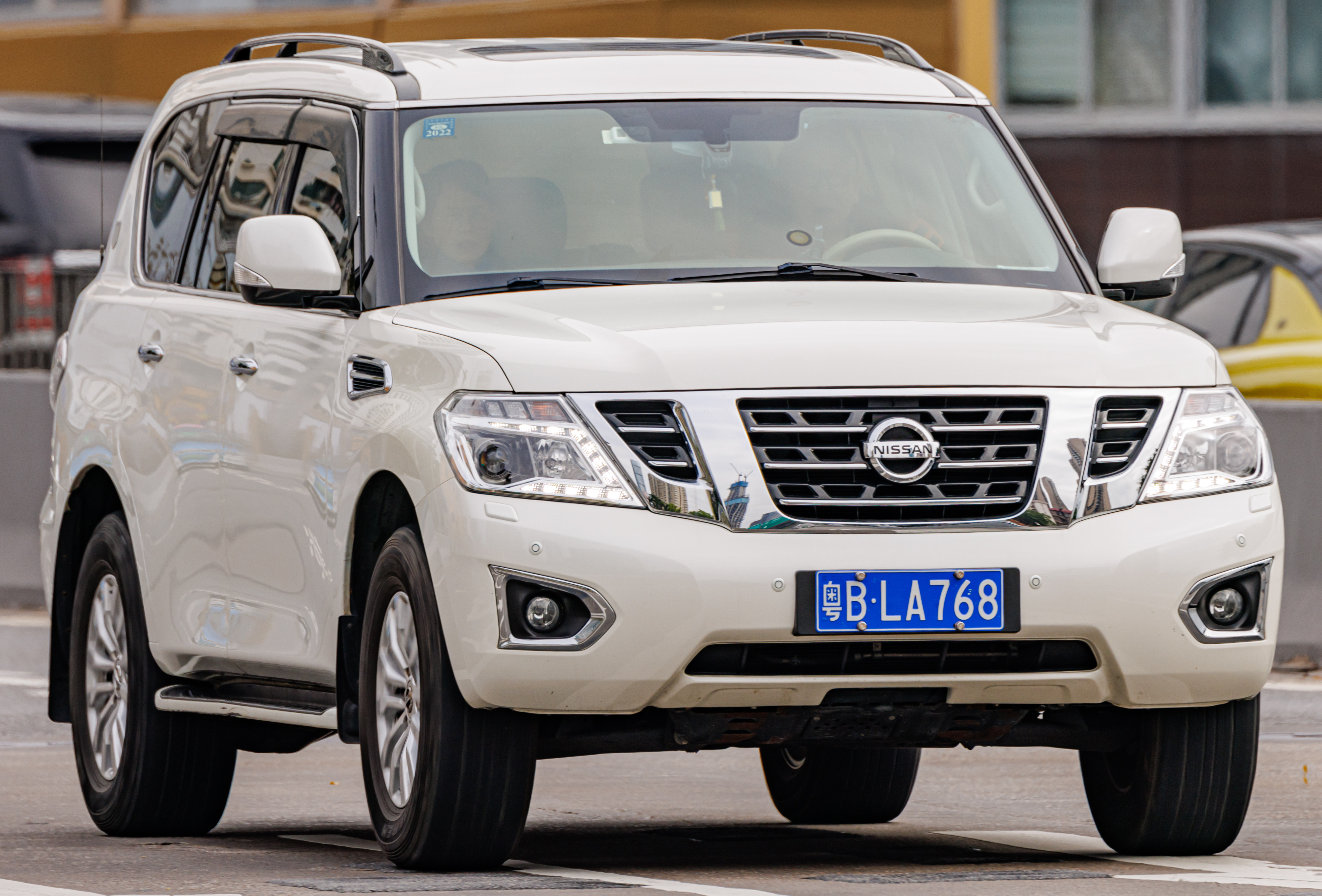
Erstes Facelift (2014–2019)
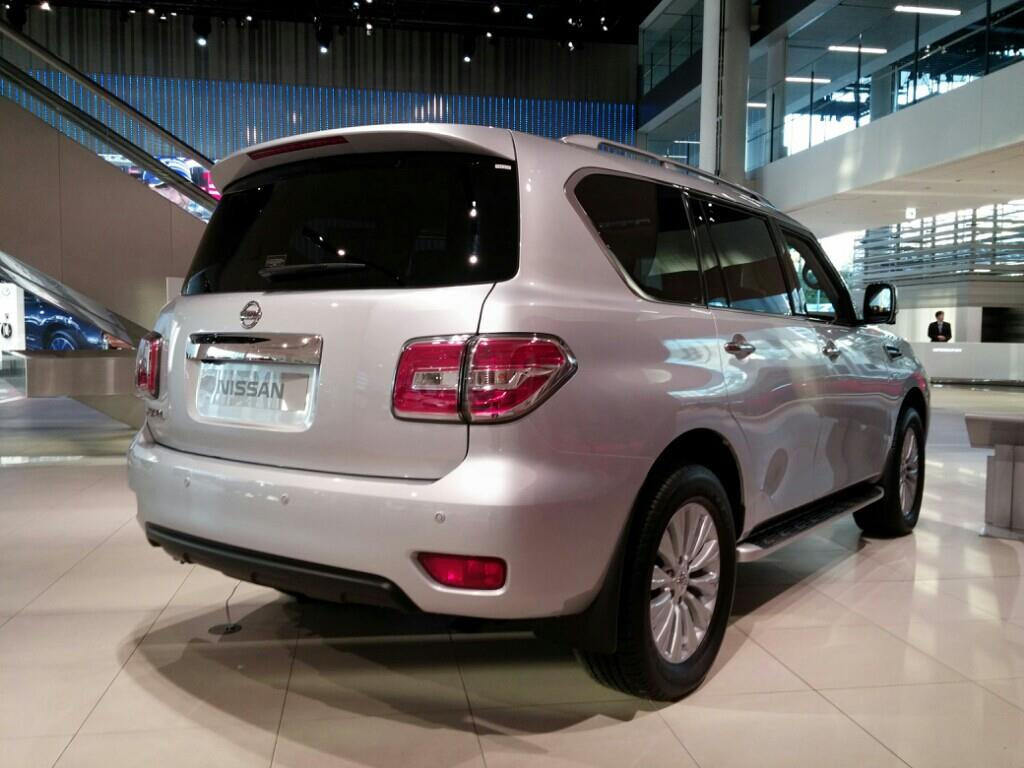
Heckansicht
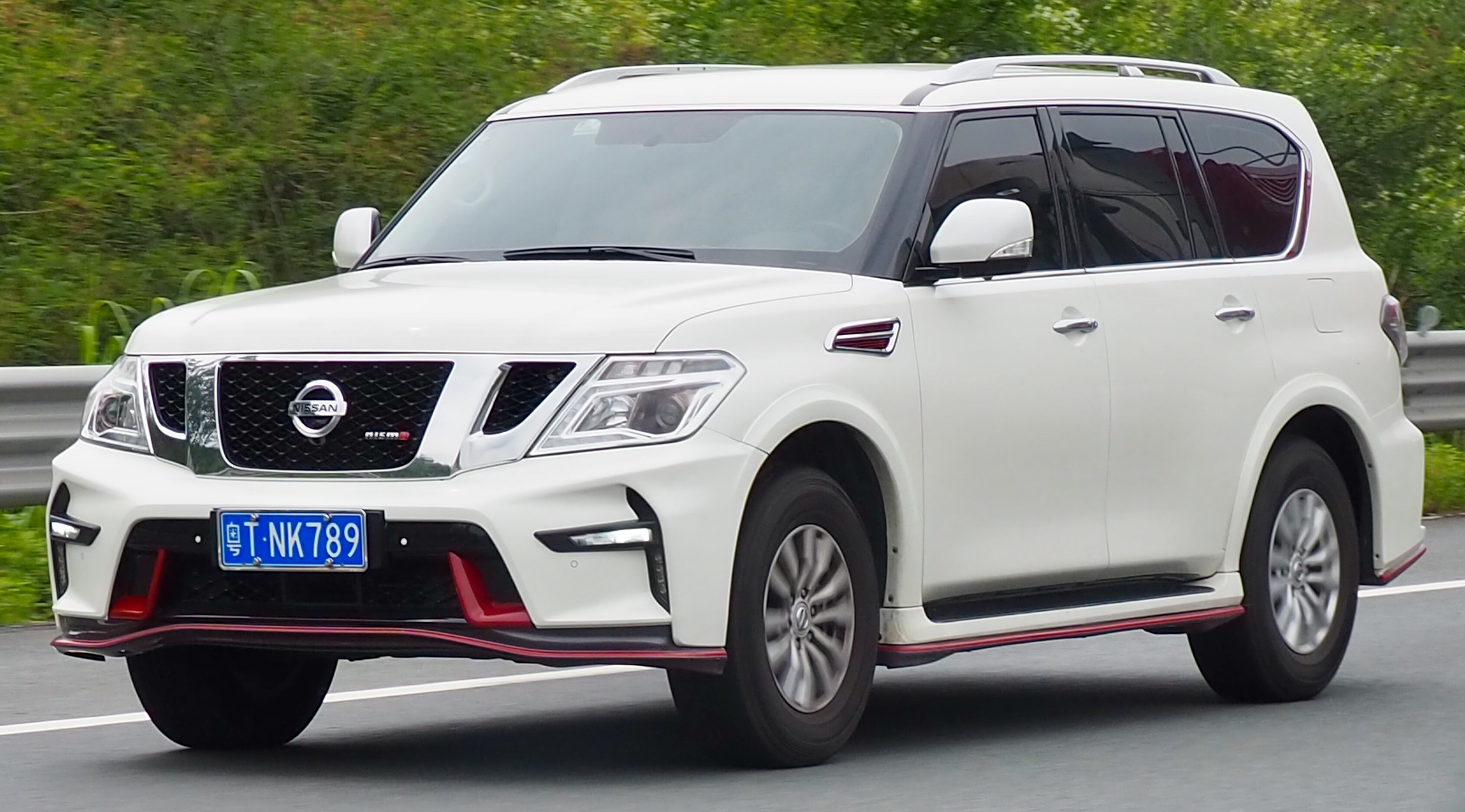
Nissan Patrol Nismo
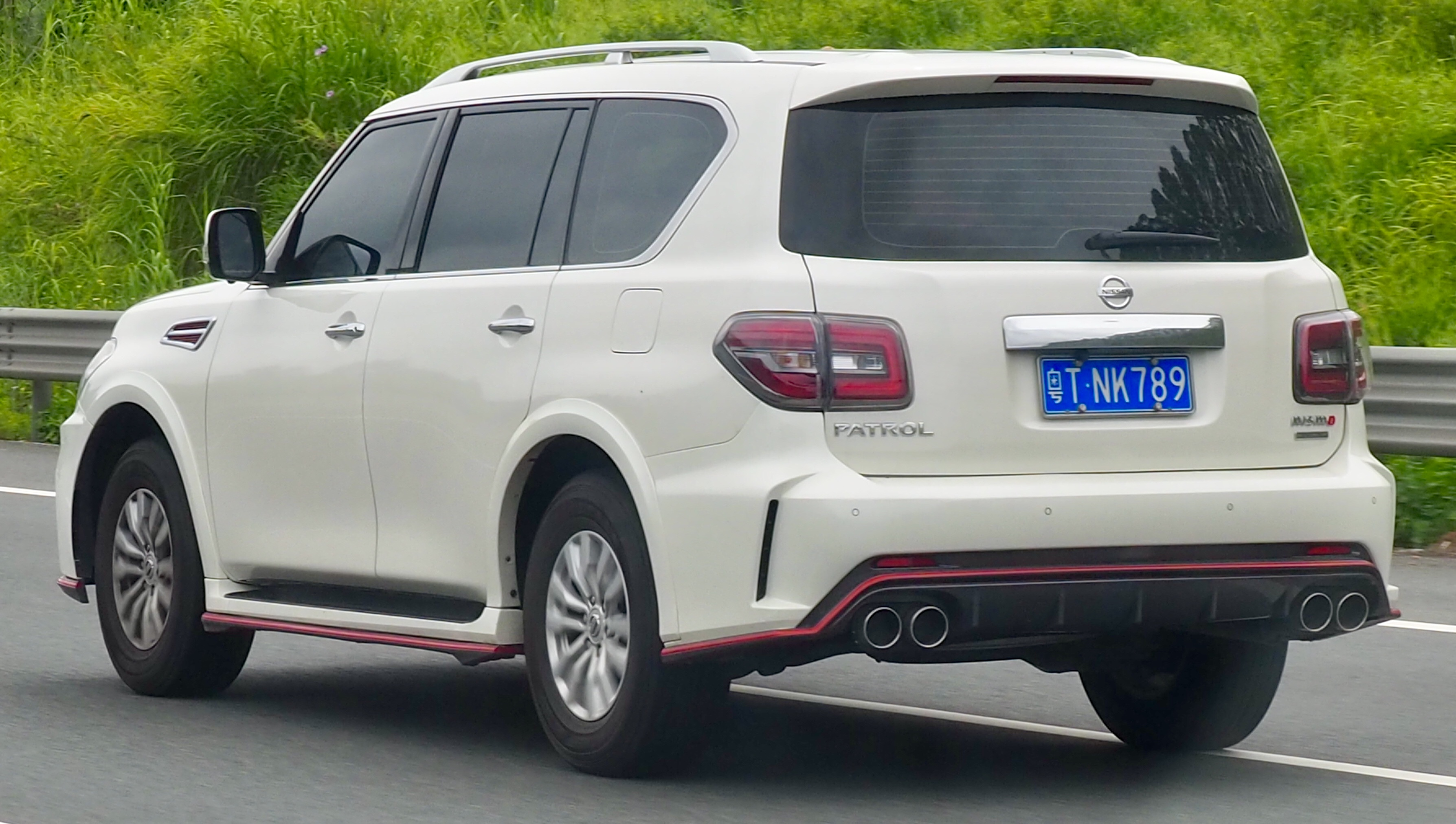
Heckansicht
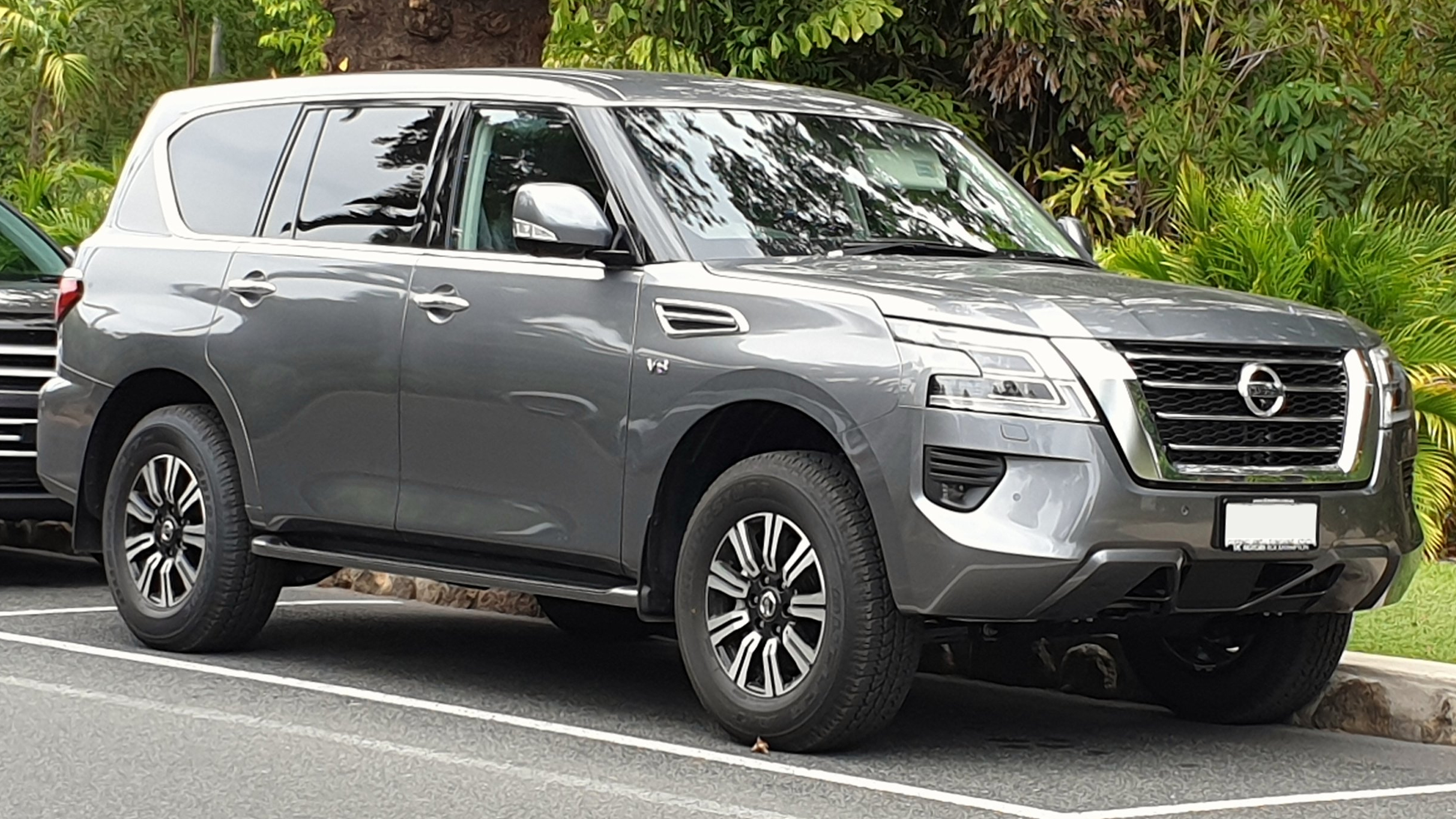
Zweites Facelift (2019–2024)
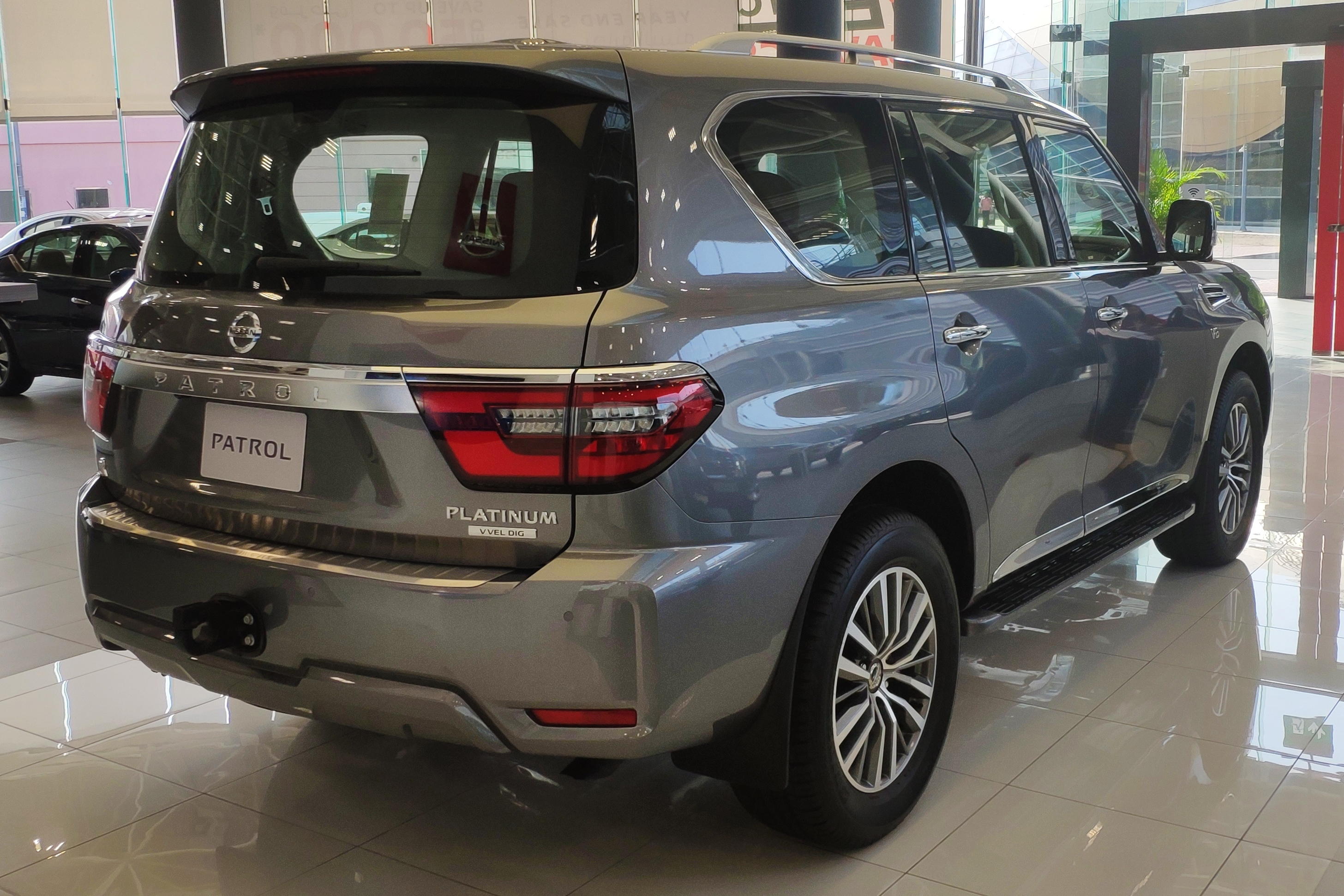
Heckansicht

| Technische Daten Nissan Patrol (2010–2024)   |                                    |
| Nissan Patrol                                | 5.6                                |
| Bauzeitraum:                                 | 2010–2024                          |
| Motortyp:                                    | Achtzylinder-Ottomotor in V-Bauart |
| Hubraum:                                     | 5552 cm³                           |
| Motorkenncode:                               | VK56VD                             |
| max. Leistung bei min−1:                     | 298 kW (405 PS)/5800               |
| max. Drehmoment bei min−1:                   | 560 Nm/4000                        |
| Ventilsteuerung:                             | DOHC mit VVEL                      |
| Antriebsart:                                 | Allradantrieb                      |
| Getriebe:                                    | 7-Gang-Automatikgetriebe           |
| Leergewicht:                                 | 2845–2885 kg                       |
| Beschleunigung 0–100 km/h:                   | 6,6 s                              |
| Höchstgeschwindigkeit:                       | 210 km/h                           |
| Kraftstoffverbrauch auf 100 km (kombiniert): | 14,5 l Super                       |
| Tankinhalt:                                  | 100 l                              |

## Patrol (Y63, seit 2024)
Der Patrol der Baureihe Y63 wurde am 3. September 2024 in Abu Dhabi vorgestellt. Er ist technisch wieder eng verwandt mit den ebenfalls überarbeiteten Modellen Infiniti QX80 und Nissan Armada.
Zunächst sind zwei V6-Motoren erhältlich: ein 3,8-Liter-Saugmotor oder ein stärkerer 3,5-Liter-Motor mit doppelter Turboaufladung. Der Verkauf im Nahen Osten begann am 1. November 2024. In Europa wird der Patrol nicht offiziell angeboten. Seit Juni 2025 gibt es wieder den Patrol Nismo. Hier wird die maximale Leistung mit 369 kW (502 PS) angegeben.

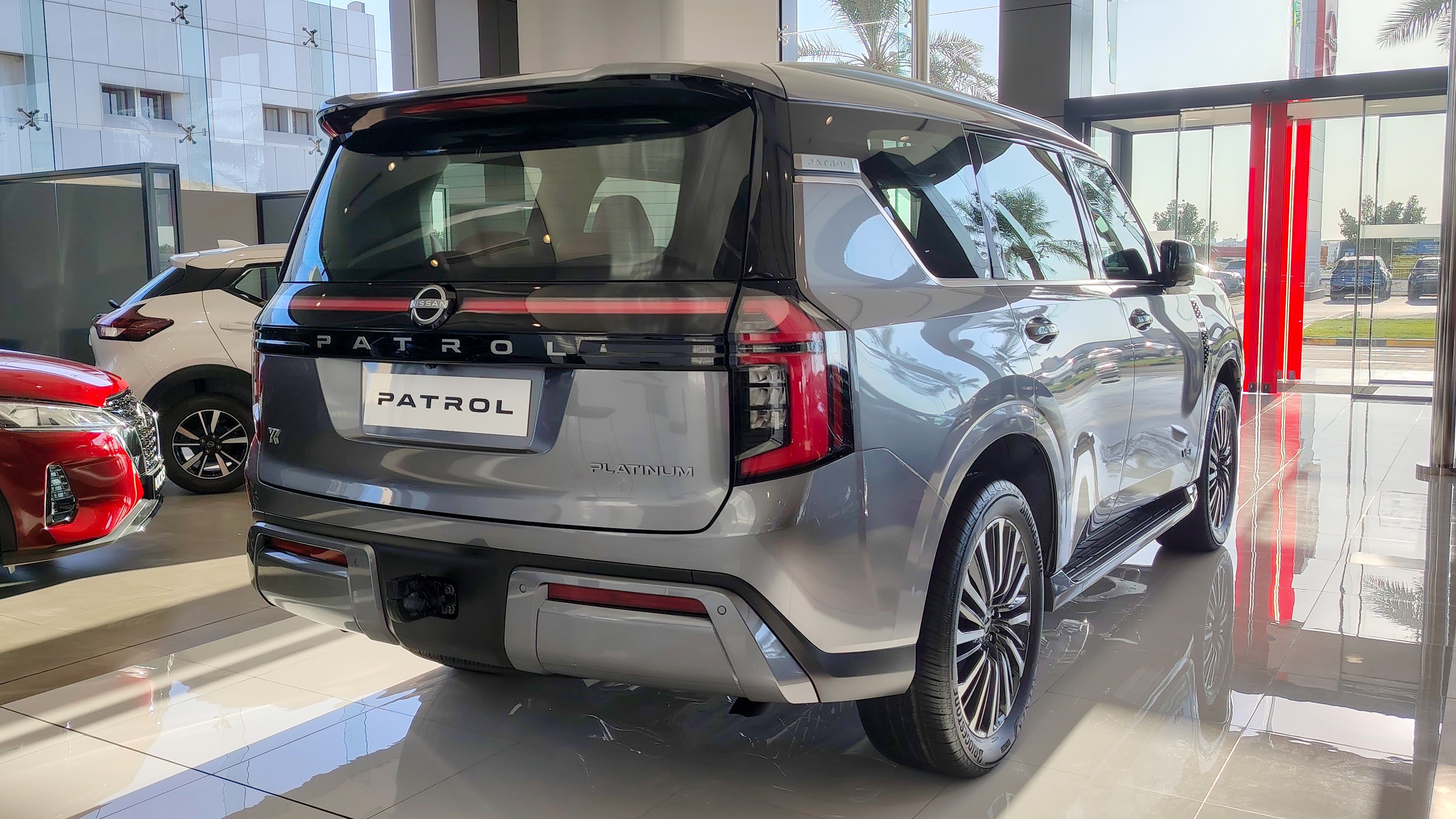
Heckansicht

## Radstände
Blattfeder-Patrols
Japan-Produktion bis 1989
- 160 / K160 = kurzer Radstand, WG160 / VG160 = langer Radstand

Spanien-Produktion ab 1989
- K260 = kurzer Radstand, W260 = langer Radstand

Schraubenfeder-Patrols
Japan-Produktion
- Y60 = kurzer Radstand, GY60 = langer Radstand (1988–1998)
- Y61 = kurzer Radstand, GY61 = langer Radstand (1997–2009)